# Червёнка-Лещины (гмина)
Червёнка-Лещины (пол. Czerwionka-Leszczyny) — городско-сельская гмина (волость) в Польше, входит как административная единица в Рыбницкий повет, Силезское воеводство. Население 41 068 человек (на 2004 год).

## Соседние гмины
1. Кнурув
2. Гмина Орнонтовице
3. Ожеше
4. Гмина Пильховице
5. Рыбник
6. Жоры